# Samantha Barning
Samantha Barning (Amstelveen, 28 juni 1989) is een Nederlandse rechtshandige badminton-speelster die deel uitmaakt van de Nationale Badminton Selectie. Zij is een dubbel specialist en komt uit in het gemengd dubbel met Jorrit de Ruiter en in het dames dubbel met Iris Tabeling. Zij speelt in de eerste Duitse Bundesliga voor BC Bischmisheim uit Saarbrucken. 

## Erelijst
2007:
- Nederlands kampioen dames dubbelspel, onder 19 jaar
- Nederlands kampioen gemengd dubbelspel, onder 19 jaar
- Winnaar Forza Youth International U19, dames dubbelspel